# Bombenanschläge von Berlin 1943
Als Bombenanschläge von Berlin wird eine Serie von Sprengstoffanschlägen gegen Verkehrseinrichtungen in Berlin bezeichnet, die 1943 von der Polnischen Heimatarmee verübt wurde. In Stettin und Breslau kam es zu ähnlichen Anschlägen.

## Hintergrund
In der Zeit des Nationalsozialismus opponierte der Bund der Polen in Deutschland mit seiner Zentrale in Berlin gegen die nationalsozialistische Gesetzgebung, wirtschaftliche Benachteiligung und individuelle Schikanen, wobei er sich juristischer und publizistischer Mittel bediente. Kurz nach Ausbruch des Zweiten Weltkriegs wurden Führungsgruppen des Bundes sowie anderer polnischer Organisationen verhaftet und in Konzentrationslager verbracht. Das Vermögen der Organisationen wurde eingezogen und jede weitere Aktivität untersagt.
Widerstand gegen den Nationalsozialismus unter den Polen Berlins fand zunächst in Einzelaktionen statt und beschränkte sich auf Kriegsdienstverweigerung, Unterstützung von Fremdarbeitern oder Hilfe für die verfolgten Juden der Stadt. Größere zusammenhängende Aktionen, die von Spionage bis hin zu Attentaten reichten, ergaben sich erst in Zusammenarbeit mit verschiedenen Stellen des Geheimdienstes der Polnischen Heimatarmee. Daneben wurde Propaganda unter Zwangsarbeitern und der deutschen Bevölkerung betrieben.
Im Mai 1942 stellte die Polnische Heimatarmee eine Spezialeinheit für Sabotage und Diversion zur Durchführung von Sonderaktionen auf. Diese Einheit mit dem Codenamen „Zagra-Lin“ unterstand der Warschauer Organisation „Osa-Kosa“ und bestand aus 18 Personen, die von Hauptmann Bernard Drzyzga (Deckname „Jarosław“) kommandiert wurden. Sein Stellvertreter war der aus Bromberg stammende Józef Artur Lewandowski („Jur“). Sie wurde im Dezember 1942 durch die Hauptabteilung für Sabotage „Kedyw“ gegründet mit dem Ziel, Sabotageakte auf dem Gebiet des Deutschen Reiches und der besetzten Gebiete durchzuführen. Die Angehörigen der Gruppe verfügten über eine gute Ausbildung und ausgezeichnete Deutschkenntnisse.
Ein am Umbau des Bahnhofs Friedrichstraße beteiligtes Unternehmen warnte bereits am 18. Januar 1941 den Bahnhofsvorsteher, „dass polnische Arbeiter […] ein Attentat vorhaben.“ Die Polizei veranlasste daraufhin den Abzug aller polnischer Arbeiter von der Baustelle.

## Anschläge der „Zagra-Lin“
In den Abendstunden des 13. Februar 1943 explodierte im unterirdischen S-Bahnhof Friedrichstraße eine Bombe, als dort gerade zwei Züge hielten. Nach Polizeiermittlungen war ein mit Sprengstoff und Metallsplittern gefüllter Pappkoffer unter einer Sitzbank deponiert und gezündet worden. Der Bericht der Gestapo nannte den Sprengkörper eine „Höllenmaschine“. Bei dem Anschlag gab es vier Tote und 60 Verletzte.
Am 24. Februar kam es zu einem erneuten Anschlag auf die Berliner S-Bahn, bei dem 36 Menschen starben und 78 verletzt wurden. Am 10. April explodierte eine Bombe im Lehrter Stadtbahnhof, wobei 14 Personen zu Tode kamen; 60 erlitten Verletzungen. Nach diesem Vorfall ordnete Adolf Hitler an, dass sich der Reichsführer SS Heinrich Himmler persönlich der Untersuchung annahm. 10.000 Reichsmark wurden als Belohnung für die Ergreifung von beteiligten Saboteuren ausgesetzt, jedoch konnte keiner der Attentäter festgesetzt werden.
Ein weiterer Anschlag auf den Schlesischen Bahnhof kostete am 10. Mai 1943 das Leben von 14 Betroffenen, 27 wurden hierbei verletzt. Andere Anschläge trafen bereits 1942 und in den folgenden Kriegsjahren unter anderen neben dem Stettiner Nordbahnhof auch den Bahnhof Berlin Alexanderplatz und den U-Bahnhof Berlin Zoologischer Garten. Bei einem ähnlichen Angriff in Breslau starben am 23. April 1943 vier Menschen. Neben den Sprengstoffattentaten sind aus spärlichem Aktenbestand noch Anschläge mit Schusswaffen auf S- und U-Bahn-Züge in Berlin überliefert, deren Urheberschaft jedoch nicht geklärt werden konnte.
Gemäß einer schriftlichen Erklärung der Gruppe „Zagra-Lin“ waren ihre Attentate „eine Reaktion auf den deutschen Terror auf polnischem Boden“. Die Anschläge wurden kaum bekannt, da die Gestapo die Verletzten noch am Krankenbett sowie die Angehörigen der Getöteten zum Schweigen verpflichtete. Über die Vorkommnisse wurde die strengste Nachrichtensperre verhängt, um die Moral der Bevölkerung nicht zu untergraben. Tatsächlich drangen kaum Informationen an die Öffentlichkeit.
Am 5. Juni 1943 nahm die Gestapo in der Kirche des Heiligen Alexander am Plac Trzech Krzyży in Warschau bei der Trauung eines Mitglieds der „Osa-Kosa“ etwa 90 Gäste fest. Obwohl von den Verhaftungen keine Mitglieder der „Zagra-Lin“ betroffen waren, löste sich die Einheit jedoch in der Folge auf.

## Rezeption
1995 wurde neben dem Eingang zum Hauptbahnhof Breslau eine Gedenktafel für die Kampfgruppe „Zagra-lin“ durch eine Initiative des Weltverbandes der Soldaten der Heimatarmee Polens angebracht.